# Metaleptobasis mauffrayi
Metaleptobasis mauffrayi är en trollsländeart som beskrevs av Daigle 2000. Metaleptobasis mauffrayi ingår i släktet Metaleptobasis och familjen dammflicksländor. IUCN kategoriserar arten globalt som livskraftig. Inga underarter finns listade i Catalogue of Life.